# Jade Pettyjohn
 (mars 2019).
Jade Elizabeth Pettyjohn est une actrice américaine, née le 8 novembre 2000 à Los Angeles en Californie. 
Elle vit actuellement à Los Angeles. 

## Biographie
Jade Pettyjohn est née à Los Angeles, le 8 novembre 2000. 
Elle a joué le rôle de McKenna Brooks dans le film Graine de championne.
Elle a aussi joué dans la série School of Rock en tant que Summer Hathaway.

## Vie privée
Elle a été en couple avec l'acteur Ricardo Hurtado, puis  avec Finn Dayton.

## Filmographie

### Télévision
- 2008 : Mentalist saison 1, épisode 4 « La veuve rouge » : Julie Sands
- 2013-2014 : The Last Ship : Ava Tophet : 6 épisodes (saison 1 et 2)
- 2014 - 2016 : Henry Danger (saison 1 et 2) : Chloe Hartman (personnage rare)
- 2016 - 2019 : School of Rock : Summer (personnage principal)[2],[3]
- 2020 : Little Fires Everywhere : Alexandra "Lexie" Richardson
- 2020 : Big Sky : Grace Sullivan
- 2017 : Nicky, Ricky, Dicky et Dawn : Rose Dirken
- 2025 : Docteur Odyssey : Daphne (saison 1, épisode 11)
- 2025 : The Rookie : Aimee (saison 7, épisode 16)

### Cinéma
- 2012 : Graine de Championne de Vince Marcello : McKenna Brooks
- 2018 : Destroyer de Karyn Kusama : Shelby Bell
- 2018 : L'Épreuve du feu (Trial by Fire) d'Edward Zwick : Julie Gilbert
- 2019 : Seberg de Benedict Andrews (en) : Jenny Kowalski

### Doublage
- 2019 : Middle School Moguls